# Âm nhạc Kitô giáo
Âm nhạc Kitô giáo là các thể loại nhạc diễn tả niềm tin cá nhân hoặc cộng đoàn trong cuộc sống và đức tin Kitô giáo (Cơ Đốc giáo), được hình thành để phục vụ trong nghi lễ thờ phượng, trong đó có nền Âm nhạc Cơ Đốc đương đại, được xây dựng xoay quanh các chủ đề Cơ Đốc, nhưng với mục tiêu sử dụng rộng rãi trong các môi trường khác nhau (không bị giới hạn trong khuôn viên nhà thờ). Âm nhạc luôn thủ giữ vai trò quan trọng trong nghi lễ thờ phượng Cơ Đốc, trong đó người dự lễ hát thánh ca, ngân nga thi thiên (thánh vịnh) và trình bày những ca khúc tâm linh, tất cả nhằm tôn vinh Thiên Chúa. Thường khi, các loại nhạc cụ được dùng để hỗ trợ, nhưng cũng có nhiều trường hợp giáo đoàn chỉ hát thánh ca theo cách a cappella. Cũng có lúc chỉ có phần trình tấu với các loại nhạc cụ, phụ thuộc vào hoàn cảnh cụ thể của mỗi giáo đoàn, chỉ với mục tiêu duy nhất là tôn vinh Thiên Chúa.
Là người Do Thái, Chúa Giê-xu và các môn đồ có lẽ đã hát thuộc lòng các sách thi thiên. Những tín hữu Cơ Đốc tiên khởi đã hát thi thiên theo cách của người Do Thái đã làm tại các hội đường (synagogue) trong thế kỷ thứ nhất.

## Ký thuật trong Kinh Thánh
Phúc âm Matthew 26. 30 và Phúc âm Mark 14. 26 thuật lại rằng Chúa Giê-xu hát thánh ca với các môn đồ ngay trước khi ngài bị phản bội. Sứ đồ Phao-lô trong sách Ephesians (5. 19) khuyến khích hội thánh tại thành Ephesus "hãy lấy ca vịnh, thơ thánh, và bài hát thiêng liêng mà đối đáp cùng nhau, và hết lòng hát mừng ngợi khen Chúa". Trong thư gởi tín hữu ở thành Colossae, Phao-lô cũng khuyên họ "hãy dùng ca vịnh, thơ thánh, bài hát thiêng liêng mà dạy và khuyên nhau, vì được đầy ơn Ngài nên hãy hết lòng hát khen Thiên Chúa" (Colossians 3. 16)

## Hội thánh tiên khởi
Bên cạnh những thánh thi của Kinh Thánh, bài thánh ca được sáng tác đầu tiên có lẽ là bài Ô, Ánh sáng Thỏa nguyện (O Gladsome Light – Hi văn Φως 'Ιλαρον, Phos Hilaron). Từ thế kỷ thứ 4, thánh Basiliô cả đã nhắc đến bài thánh ca này như là một thánh ca cổ đã có từ trước. Một trong những nguyên nhân giúp giáo thuyết Arius phát triển trong thế kỷ thứ 4 là những bài hát được yêu thích sáng tác bởi Arius.
Thánh ca trong Cơ Đốc giáo được dùng để chúc tụng và tuyên xướng chân lý của Thiên Chúa. Troparia và Kontakia là hai hình thức nguyên sơ của các bản thánh ca đã trở thành một phần của nghi lễ thờ phượng của giáo hội Đông phương.
Khi kết thúc Giáo hội nghị lần thứ năm (năm 553), Hoàng đế La Mã Justinian I viết một bài thánh ca tóm tắt nghị quyết của công đồng, Con Độc sanh. Thánh ca này được đưa vào Phụng vụ thánh của thánh Gioan Kim Khẩu, vẫn còn phổ biến cho đến ngày nay.

## Vịnh xướng

### Vịnh xướng Đông phương
Dòng nhạc Byzantine là thể loại âm nhạc trong thời Đế chế Byzantine, được tiếp nối như một phần trong nền văn hóa tiếp tục hiện hữu trong Giáo hội Chính thống giáo Đông phương sau khi đế chế Byzantine sụp đổ.

### Vịnh xướng Tây phương
Có một số truyền thống hát thánh ca đơn âm, không có nhạc cụ đệm được phát triển ở phương Tây như Celtic chant tại Ái Nhĩ Lan, Mozarabic chant ở Tây Ban Nha, Gallican chant ở Pháp, Ambrosian chant tại Milan, Beneventan chant tại Benevento, và Old Roman chant tại La Mã. Thế kỷ 8 đến thế kỷ 10 là thời kỳ phát triển của Gregorian chant, một sự phối hợp giữa hai truyền thống Roman chant và Gallican chant, mau chóng lan truyền khắp Âu châu dưới sự bảo trợ của Charlemagne và các hoàng đế của Thánh chế La Mã. Đến thế kỷ 12, Bình ca Gregoriano đã bắt rễ vững chắc trong các truyền thống phương Tây khác.
Từ Công đồng Vatican II, việc sử dụng tiếng Latin trong nghi thức thờ phụng bắt đầu suy thoái, cùng với Bình ca Gregoriano. Tuy nhiên, đĩa ghi âm của các tu sĩ Santo Domingo de Silos trong thập niên 1990 cho thấy vẫn còn nhiều người yêu thích dòng nhạc này.

## Tin Lành
Truyền thống âm nhạc Cơ Đốc bằng tiếng Anh nối kết chặt chẽ với cộng đồng Kháng Cách (Protestant). Những bài thánh ca phổ biến trong các giáo hội Kháng Cách có thể liệt kê từ các tác phẩm dành cho organ của J. S. Bach cho đến những bài thánh ca chịu ảnh hưởng dân ca trong dòng nhạc Sacred Harp. Martin Luther đã sáng tác một số thánh ca trong thế kỷ 16. Trong số những nhà sáng tác thánh ca nổi tiếng có Charles Wesley, em trai của John Wesley. Dwight L. Armstrong, em trai của nhà truyền bá phúc âm Herbert W. Armstrong đã viết nhiều bài thánh ca chuyển tải những ý tưởng bắt nguồn từ Kinh Thánh.
Một số thánh ca được yêu thích trong nhiều giáo hội khác nhau trong cộng đồng Cơ Đốc giáo, trong khi một số thánh ca khác lại bị giới hạn trong một vài giáo phái.

## Âm nhạc Cơ Đốc Đương đại

### Hoa Kỳ và Canada
Thể loại âm nhạc hiện đang phổ biến nhất tại các nhà thờ ở Hoa Kỳ, Canada và nhiều nơi khác trên thế giới là thuộc dòng Nhạc Cơ Đốc Đương đại (CCM), chịu ảnh hưởng từ âm nhạc thế tục thế kỷ 20 nhằm phục vụ chủ trương thâm nhập vào thế giới để truyền bá phúc âm. Mặc dù âm nhạc Cơ Đốc là một nhân tố năng động trong công nghiệp âm nhạc chính dòng, thuật từ CCM thường được dùng để chỉ giới nghệ sĩ hoạt động trong công nghiệp âm nhạc Cơ Đốc, thường xuất hiện trong các chương trình phát thanh Cơ Đốc. Hầu như luôn có thể tìm thấy trong dòng Âm nhạc Cơ Đốc các thể loại âm nhạc tương ứng với các dòng nhạc đương đại. Bên cạnh Âm nhạc Cơ Đốc đương đại, Nhạc Phúc âm và Nhạc Đồng quê Cơ Đốc đang được yêu thích tại Hoa Kỳ.

### Brazil
Cùng lúc với thời kỳ Âm nhạc Cơ Đốc Đương đại tiến đến vị trí thống trị trong vòng các giáo đoàn Kháng Cách tại Brasil, có một giai đoạn từ thập niên 1970 đến thập niên 1990 xuất hiện một phong trào thể hiện sức sáng tạo trong nỗ lực gắn kết các dòng nhạc Brazil với các thông điệp tôn giáo với một số ca khúc được sử dụng trong lễ thờ phượng của các giáo đoàn.